# Сен-Мон
Сен-Мон (фр. Saint-Mont) — коммуна во Франции, находится в регионе Юг — Пиренеи. Департамент — Жер. Входит в состав кантона Рискль. Округ коммуны — Миранд.
Код INSEE коммуны — 32398.

## География

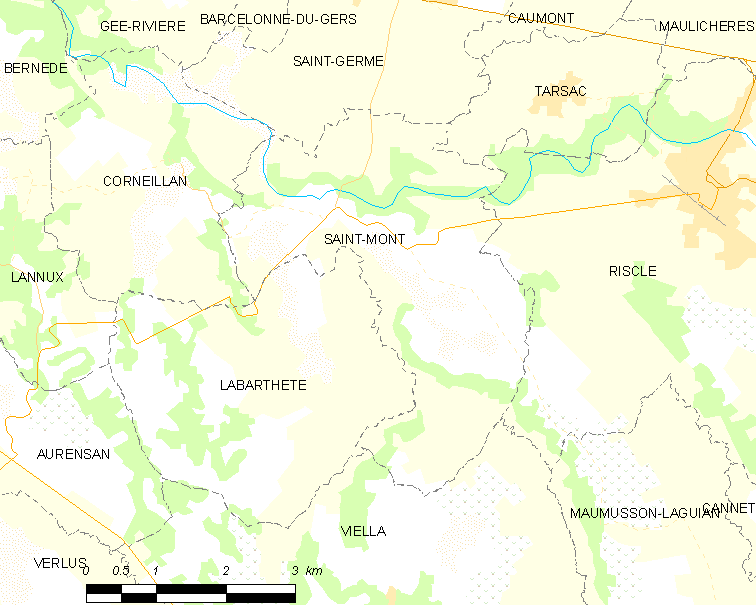
Карта коммуны

Коммуна расположена приблизительно в 610 км к югу от Парижа, в 130 км западнее Тулузы, в 60 км к западу от Оша.
По территории коммуны протекают реки Адур и Сажет.

## Климат
Климат умеренно-океанический. Лето жаркое и немного дождливое, температура часто превышает 35 °С. Зимой часто бывает отрицательная температура и ночные заморозки. Годовое количество осадков — 700—900 мм.

## Население
Население коммуны на 2010 год составляло 303 человека.
| 1962 | 1968 | 1975 | 1982 | 1990 | 1999 | 2010 |
| ---- | ---- | ---- | ---- | ---- | ---- | ---- |
| 379  | 364  | 351  | 348  | 322  | 322  | 303  |

## Администрация
| Период | Период | Фамилия        | Партия                  | Примечания |
| ------ | ------ | -------------- | ----------------------- | ---------- |
| ?      | 2001   | Жан-Мари Жегён | беспартийный            |            |
| 2001   | 2008   | Мишель Кутюр   | беспартийный            |            |
| 2008   | 2020   | Мишель Пети    | Социалистическая партия |            |

## Экономика
В 2010 году среди 195 человек трудоспособного возраста (15-64 лет) 130 были экономически активными, 65 — неактивными (показатель активности — 66,7 %, в 1999 году было 75,7 %). Из 130 активных жителей работали 121 человек (63 мужчины и 58 женщин), безработных было 9 (3 мужчин и 6 женщин). Среди 65 неактивных 13 человек были учениками или студентами, 19 — пенсионерами, 33 были неактивными по другим причинам.

## Достопримечательности
- Церковь Св. Иоанна Крестителя (XII век). Исторический памятник с 1923 года[4]
- Монастырь XVIII века. Исторический памятник с 1947 года[5]